# Pepe Romero
Pepe Romero (Malaga, 8 marzo 1944) è un chitarrista spagnolo.
Pepe Romero è un musicista che suona la Chitarra classica ed il genere Flamenco.  È il secondo figlio di Celedonio Romero, che è stato il suo unico insegnante di chitarra.

## Biografia
La sua prima apparizione professionale in un concerto è avvenuta insieme a suo padre, quando Pepe aveva solo sette anni.  
Nel 1957 Pepe Romero ha seguito la famiglia, che ha lasciato la Spagna di Francisco Franco per trasferirsi negli Stati Uniti d'America.
Come solista Pepe Romero è apparso in molti paesi del mondo esibendosi con l'Orchestra di Filadelfia, l'Orchestra di Cleveland, la Chicago Symphony Orchestra, l'Orchestra sinfonica di Houston, la Boston Symphony Orchestra, la San Francisco Symphony Orchestra e l'Orchestra sinfonica di Dallas, nonché con la Orpheus Chamber Orchestra, la New York Philharmonic, la Los Angeles Philharmonic Orchestra, la Boston Pops Orchestra, la Hong Kong Sinfonietta e la London Symphony Orchestra, l'Academy of Saint Martin in the Fields, la Monte Carlo Philharmonic Orchestra, I Musici, la Zurich Chamber Orchestra, la Philharmonia Hungarica, l'Orchestra di Stato Ungherese, l'Orchestra Nazionale di Spagna, l'Orchestre de la Suisse Romande, la New Moscow Chamber Orchestra, l'Orchestra Springfield , la Losanna Chamber Orchestra e la Bournemouth Symphony.
È stato ospite ai festival di Salisburgo, Schleswig-Holstein, Osaka, Granada, Istanbul, Hollywood Bowl, Saratoga ed Hong Kong.
Al Festival di Salisburgo nel 1989 eseguì le Siete Canciones populares Espanolas di Manuel de Falla con Jessye Norman.
Dalla sua prima registrazione (all'età di 15 anni) ha registrato 50 album da solista e 30 album come parte del quartetto di chitarre The Romeros.  Ha suonato per i presidenti Jimmy Carter e Richard Nixon, per la Regina dei Paesi Bassi, per il Principe di Galles e per Papa Giovanni Paolo II.  
Ha ricevuto un dottorato honoris causa in Musica dalla University of Victoria (Canada).
I suoi contributi nel campo della chitarra classica hanno ispirato una serie di compositori a scrivere opere per lui, tra cui Joaquín Rodrigo, Federico Moreno Torroba e Celedonio Romero.
L'11 febbraio 2000, il re Juan Carlos I di Spagna ha nominato Pepe Romero e i suoi fratelli, Celin ed Ángel Romero, cavalieri dell'Ordine di Isabella la Cattolica.
Attualmente è professore a contratto di chitarra classica presso la Scuola Thornton dove è stato nominato Distinguished Artist in Residence nel 2004.

## Discografia parziale
- Boccherini, Quintetto per chitarra n. 1-9 - Romero/ACE, 1978/1980 Philips
- Carulli/Molino, Guitar Concertos - Academy of St. Martin in the Fields/Iona Brown/Pepe Romero, 1990 Philips
- Giuliani, Complete Guitar Concertos - Academy of St. Martin in the Fields/Pepe Romero/Sir Neville Marriner, 1996 Philips
- Granados/Falla/Albéniz, Famous Spanish Dances - Celin Romero/Pepe Romero, 1982 Philips
- Rodrigo, Aranjuez/Fantasia para un gentilhombre - Romero/Marriner/ASMF, 1992 Philips
- Rodrigo, Concerto per chitarra e arpa - Romero/Michel/Marriner, 1974/1983 Philips
- Villa-Lobos, 5 Preludes; Suite populaire brésilienne - Pepe Romero, 1987 Philips
- Vivaldi, Concerto per chitarra - Romeros/Brown/ASMF, Philips
- Pepe Romero,  - Master of the guitar - 2014 Decca
- Pepe Romero, - Spanish Nights - Torroba, Rodrigo, Turina, Celedonio Romero, 2010 Deutsche Grammophon
- Pepe Romero, - Tárrega: Recuerdos De La Alhambra/Albéniz: Asturias/Jeux Interdits, 1983 Philips
- Pepe Romero, - Flamenco!, 1987 Mercury Living Presence
- Pepe Romero, - Guitar Solos, 1992 Philips
- Pepe Romero, - Songs My Father Taught Me, 1998 Philips
- The Art of Pepe Romero - Guitar Favourites, 2005 Decca
- Celebration - Los Romeros, RCA/Sony